# Campionato mondiale di hockey su ghiaccio femminile Under-18
Il Campionato mondiale di hockey su ghiaccio femminile Under-18 della IIHF si svolge dal 2008. Tale campionato è ristretto alle sole giocatrici non professioniste al di sotto dei 18 anni d'età, ed è stato creato come equivalente femminile dei campionati giovanili maschili Under-20 e Under-18.
La prima edizione nel 2008 si è tenuta a Calgary, in Canada. La nazionale con più vittorie è quella degli Stati Uniti, con otto successi ottenuti.

## Albo d'oro
| Anno | Oro                                           | Argento                                       | Bronzo                                        | Sede                                          | Nazione ospitante                             |
| ---- | --------------------------------------------- | --------------------------------------------- | --------------------------------------------- | --------------------------------------------- | --------------------------------------------- |
| 2008 | Stati Uniti                                   | Canada                                        | Rep. Ceca                                     | Calgary                                       | Canada                                        |
| 2009 | Stati Uniti                                   | Canada                                        | Svezia                                        | Füssen                                        | Germania                                      |
| 2010 | Canada                                        | Stati Uniti                                   | Svezia                                        | Chicago                                       | Stati Uniti                                   |
| 2011 | Stati Uniti                                   | Canada                                        | Finlandia                                     | Stoccolma                                     | Svezia                                        |
| 2012 | Canada                                        | Stati Uniti                                   | Svezia                                        | Zlín, Přerov                                  | Rep. Ceca                                     |
| 2013 | Canada                                        | Stati Uniti                                   | Svezia                                        | Vierumäki, Heinola                            | Finlandia                                     |
| 2014 | Canada                                        | Stati Uniti                                   | Rep. Ceca                                     | Budapest                                      | Ungheria                                      |
| 2015 | Stati Uniti                                   | Canada                                        | Russia                                        | Buffalo                                       | Stati Uniti                                   |
| 2016 | Stati Uniti                                   | Canada                                        | Svezia                                        | St. Catharines                                | Canada                                        |
| 2017 | Stati Uniti                                   | Canada                                        | Russia                                        | Zlín, Přerov                                  | Rep. Ceca                                     |
| 2018 | Stati Uniti                                   | Svezia                                        | Canada                                        | Dmitrov                                       | Russia                                        |
| 2019 | Canada                                        | Stati Uniti                                   | Finlandia                                     | Obihiro                                       | Giappone                                      |
| 2020 | Stati Uniti                                   | Canada                                        | Russia                                        | Bratislava                                    | Slovacchia                                    |
| 2021 | Cancellati a causa della pandemia di COVID-19 | Cancellati a causa della pandemia di COVID-19 | Cancellati a causa della pandemia di COVID-19 | Cancellati a causa della pandemia di COVID-19 | Cancellati a causa della pandemia di COVID-19 |
| 2022 | Canada                                        | Stati Uniti                                   | Finlandia                                     | Contea di Dane                                | Stati Uniti                                   |
| 2023 | Canada                                        | Svezia                                        | Stati Uniti                                   | Östersund                                     | Svezia                                        |

### Medagliere
| Nazione     | Oro | Argento | Bronzo | Totale |
| ----------- | --- | ------- | ------ | ------ |
| Stati Uniti | 8   | 6       | 1      | 15     |
| Canada      | 7   | 7       | 1      | 15     |
| Svezia      | 0   | 2       | 5      | 7      |
| Finlandia   | 0   | 0       | 3      | 3      |
| Russia      | 0   | 0       | 3      | 3      |
| Rep. Ceca   | 0   | 0       | 2      | 2      |